# Schlieben
Schlieben är en småstad i östra Tyskland, belägen i Landkreis Elbe-Elster i förbundslandet Brandenburg, omkring 90 km söder om Berlin.
Schlieben är administrativ huvudort i kommunalförbundet Amt Schlieben, där även grannkommunerna Fichtwald, Hohenbucko, Kremitzaue och Lebusa ingår.
Genom staden löper förbundsvägen Bundesstrasse 87 (Ilmenau-Frankfurt (Oder))

## Kända stadsbor
- Ernst Legal (1881–1955), skådespelare och regissör.

## Vänorter
- Ljusdals kommun, Gävleborgs län,  Sverige
- Borgentreich, Nordrhein-Westfalen,  Tyskland